# Krems an der Donau
Krems an der Donau è un antico centro danubiano immerso nei vigneti all'estremità orientale della Wachau, inclusa dall'UNESCO nella lista dei siti Patrimonio dell'umanità. È una città statutaria austriaca.

## Storia
Krems deve la sua fortuna a un'equilibrata combinazione tra posizione commerciale strategica (porto fluviale lungo le vie di traffico provenienti dal Weinviertel e dal Waldviertel), presenza d'istituti superiori, flussi turistici e viticoltura. È caratterizzata da edifici antichi ben conservati. Già citata nel 995, divenne città nel XII secolo ed ebbe anche diritto di coniare monete. Fu a lungo residenza del pittore barocco Martin Johann Schmidt (1718-1801), detto appunto lo Schmidt di Krems (in tedesco Kremser Schmidt).

## Geografia antropica

### Suddivisioni amministrative
Krems è divisa nei seguenti distretti: Innenstadt, Weinzierl, Mitterau, Stein, Egelsee, Rehberg, Am Steindl, Gneixendorf, Lerchenfeld, Krems-Süd

## Monumenti e luoghi d'interesse
Il centro storico della cittadina è entrato nel 2000 a far parte del Patrimonio dell'umanità dell'UNESCO con la vicina valle di Wachau e le abbazie di Melk e di Göttweig.

### Obere Landstrasse
La lunga via principale parte dallo Steinertor ed è caratterizzata da case a doppio spiovente, gotiche, rinascimentali, barocche, alcune su arcate terrene, altre ornate di graffiti e stucchi.
Importante edificio dell'area è il Rathaus (municipio), d'origine quattrocentesca, con facciata barocca dotata di loggiato rinascimentale.

### Körnermarkt
Piazza di forme irregolari circondata da antiche case, è ornata al centro dalla colonna della Vergine (1683). Vi è affacciato l'antico teatro dei Domenicani (XVIII secolo), con facciata rococò a stucchi; a fianco la gotica Dominikanerkirche (XIII secolo), con portale romanico, fianchi a contrafforti e grandi finestroni, è sede del Weinstadtmuseum, dedicato alla storia della viticoltura e dell'enologia in Austria, comprende anche collezioni d'arte, storia locale e folclore.

## Infrastrutture e trasporti

### Aeroporti
Nei dintorni di Krems, a Gneixendorf, si trova l'aeroporto, che è destinato al traffico privato.

## Amministrazione

### Gemellaggi
- Ribe, dal 1971
- Böblingen, dal 1971
- Beaune, dal 1973
- Passavia, dal 1974
- Kroměříž, dal 1994
- Grapevine, dal 1999

Krems an der Donau
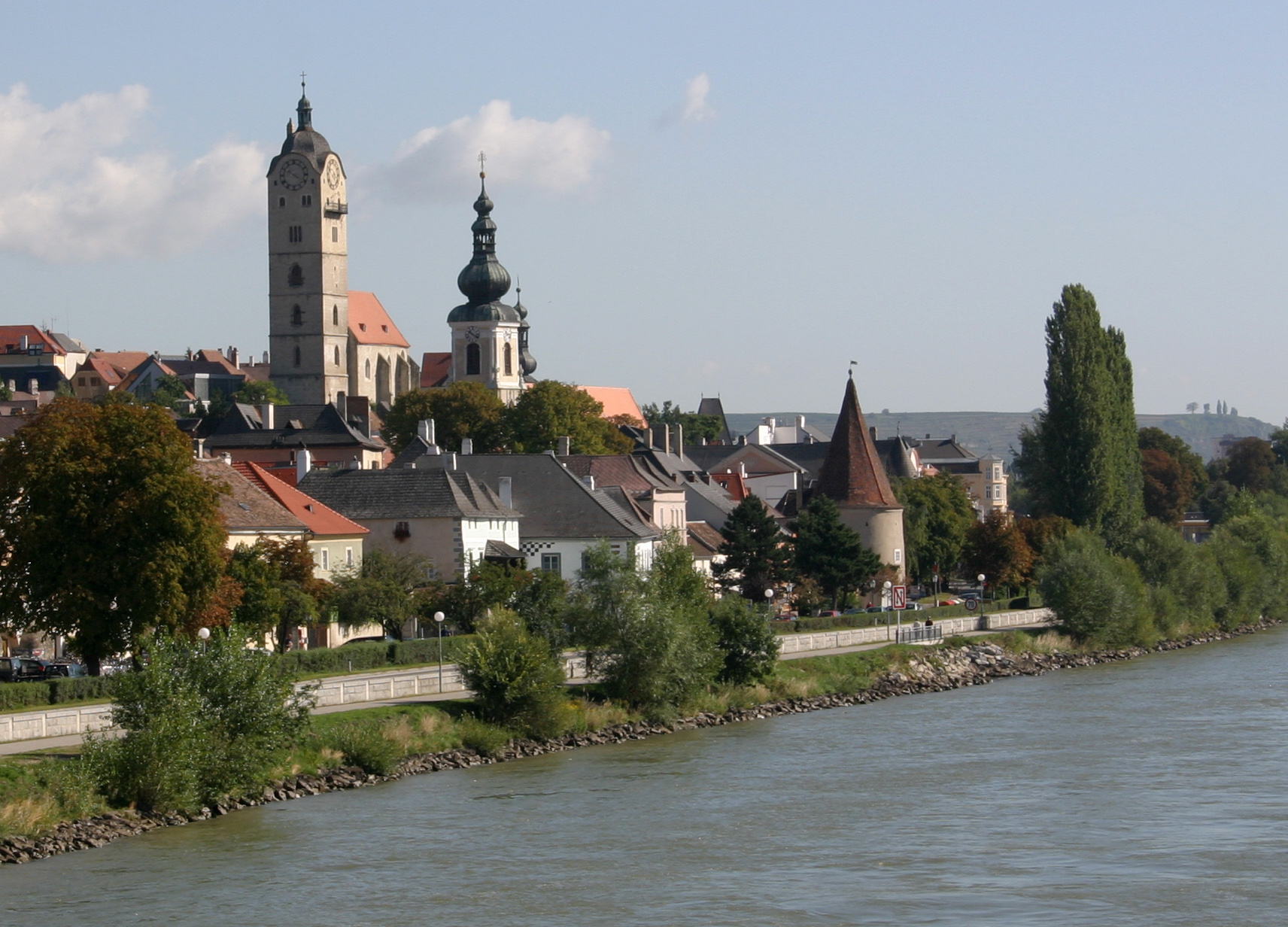
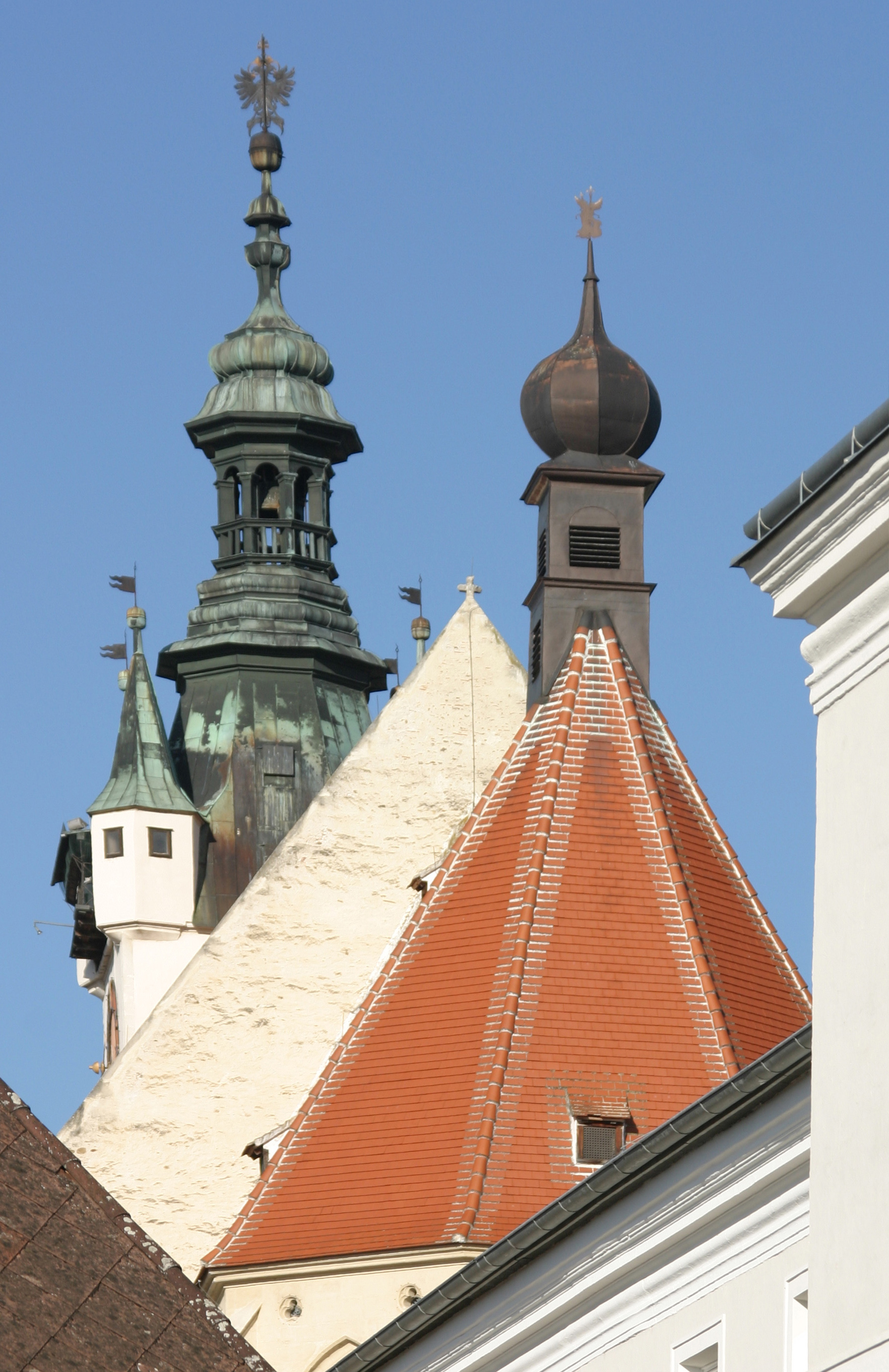
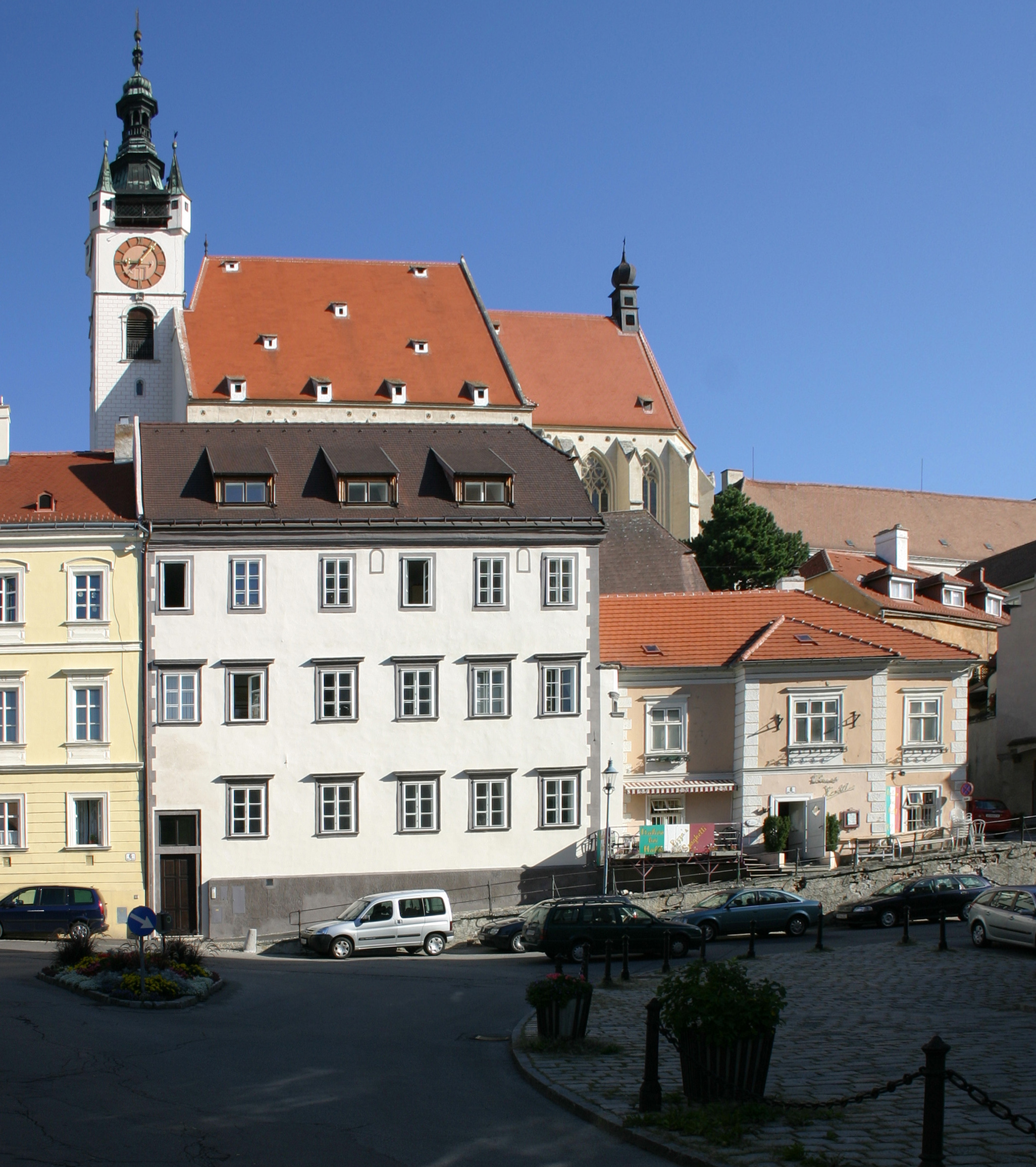
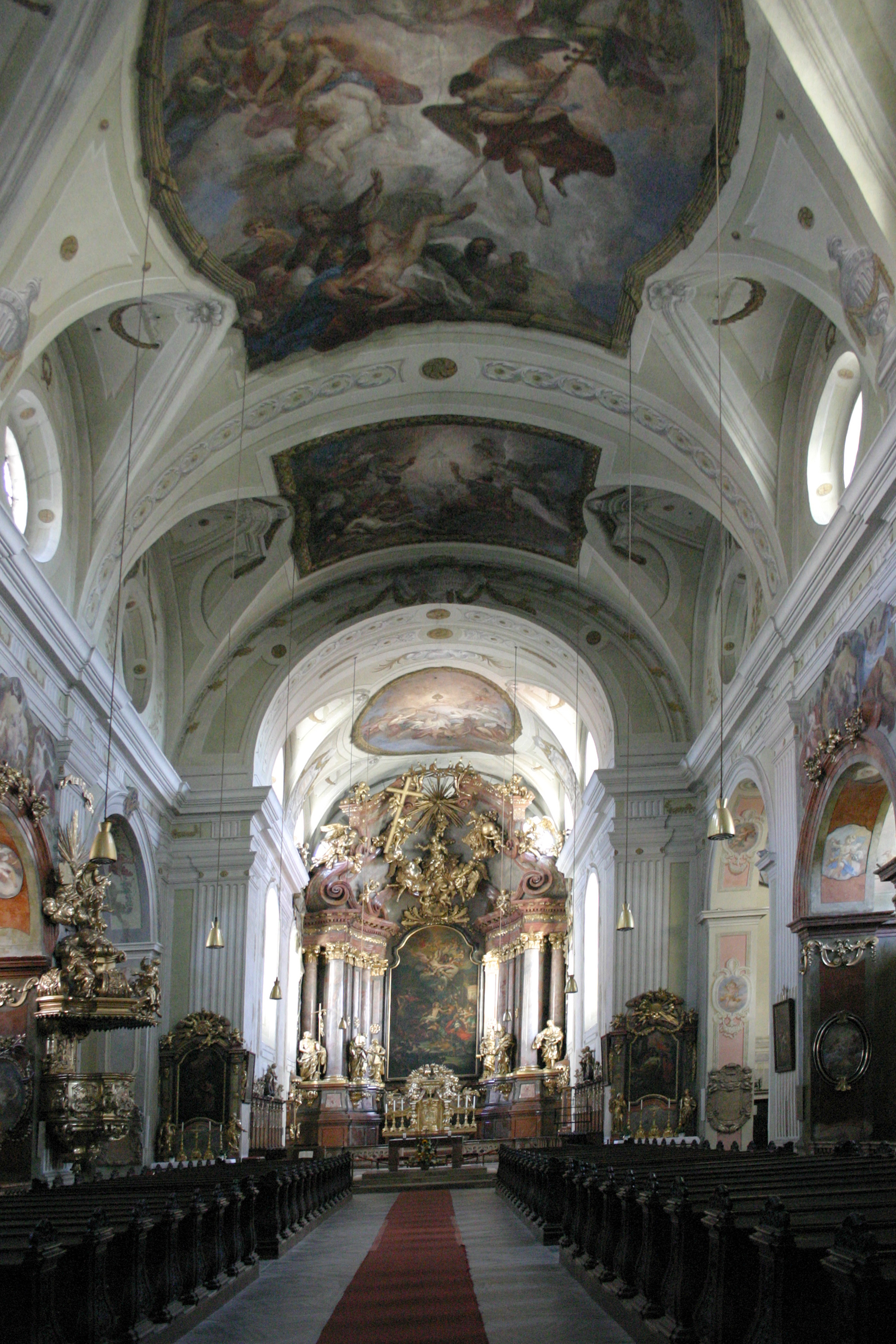
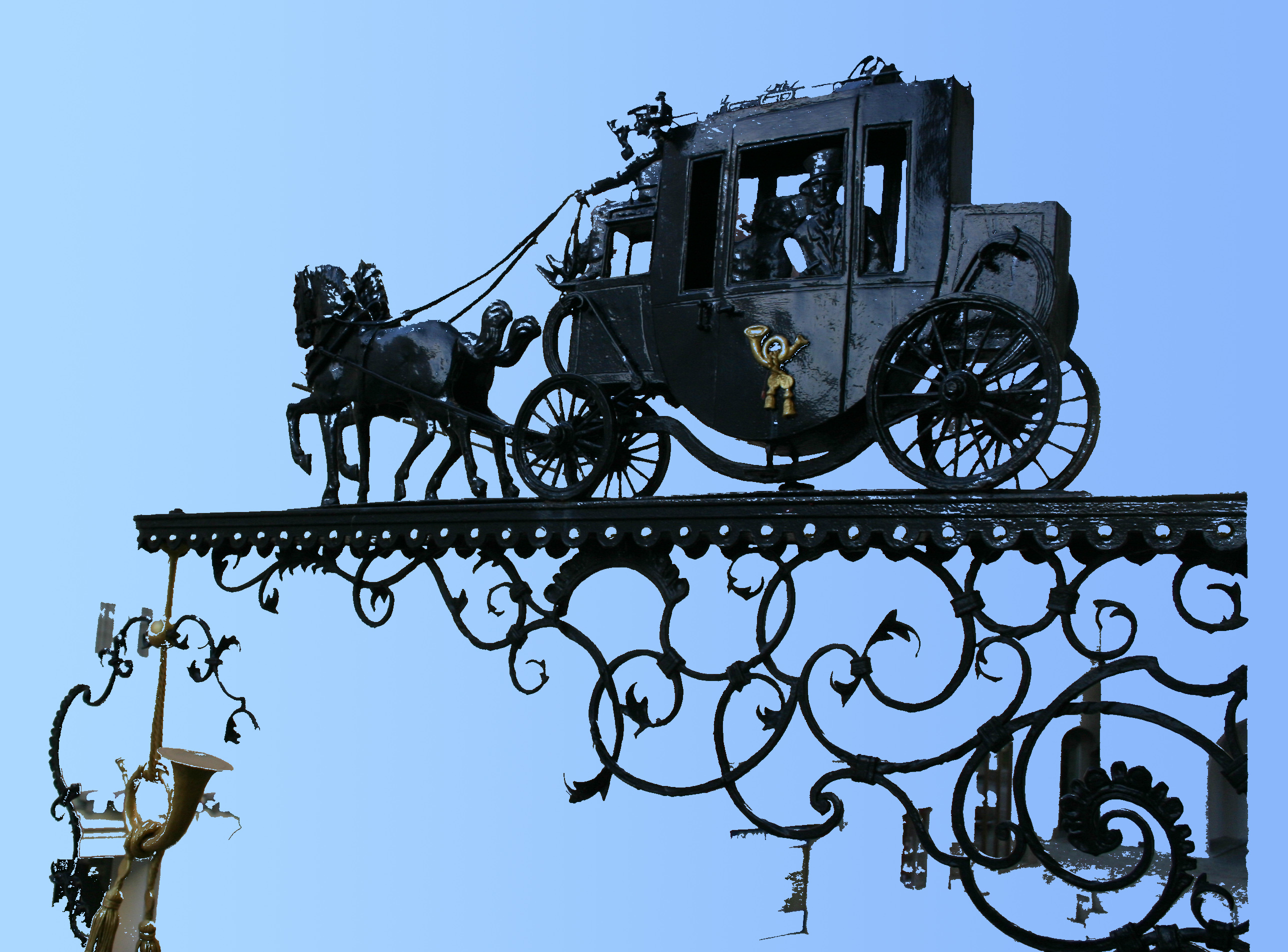
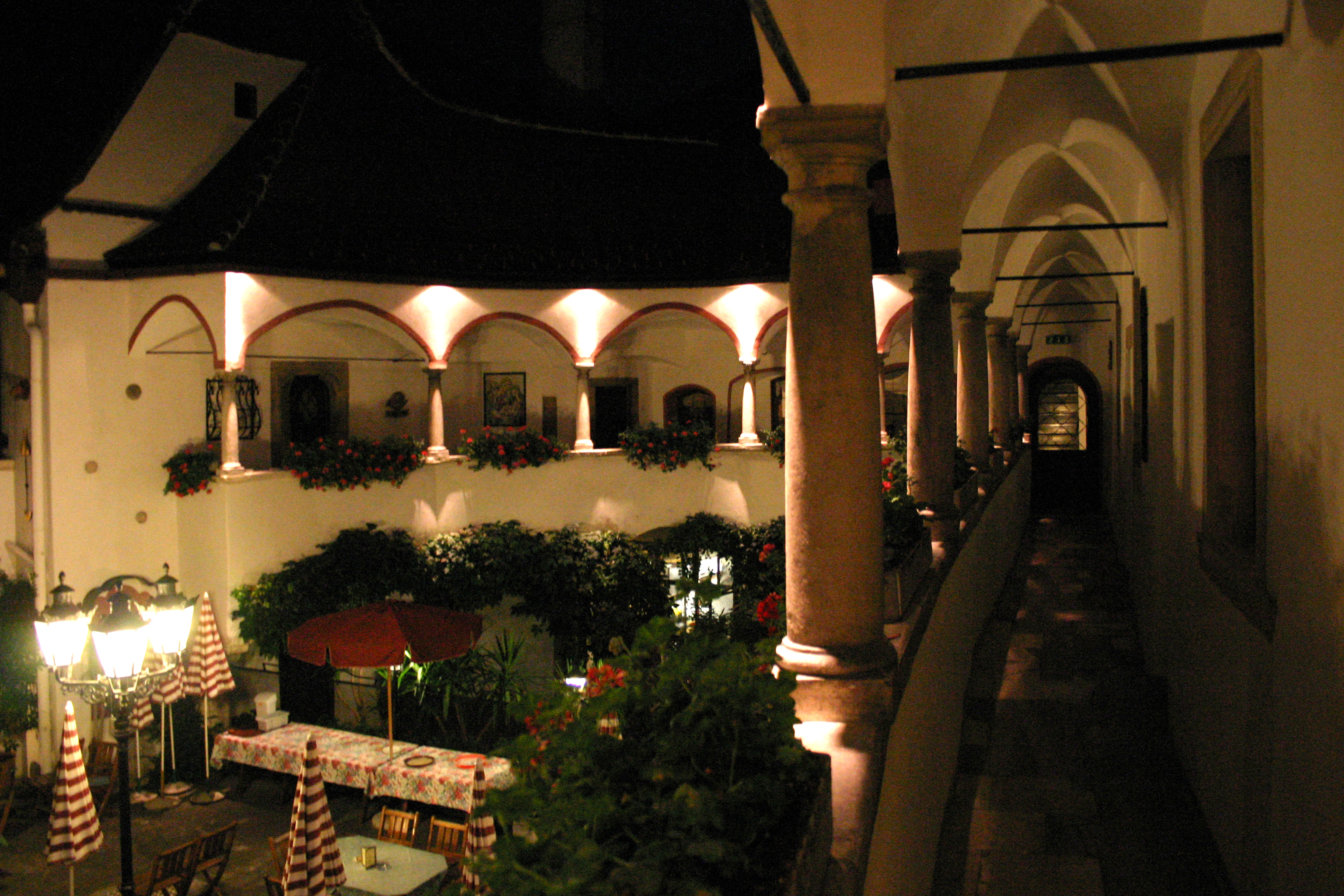